# Fermín de la Puente y Apezechea

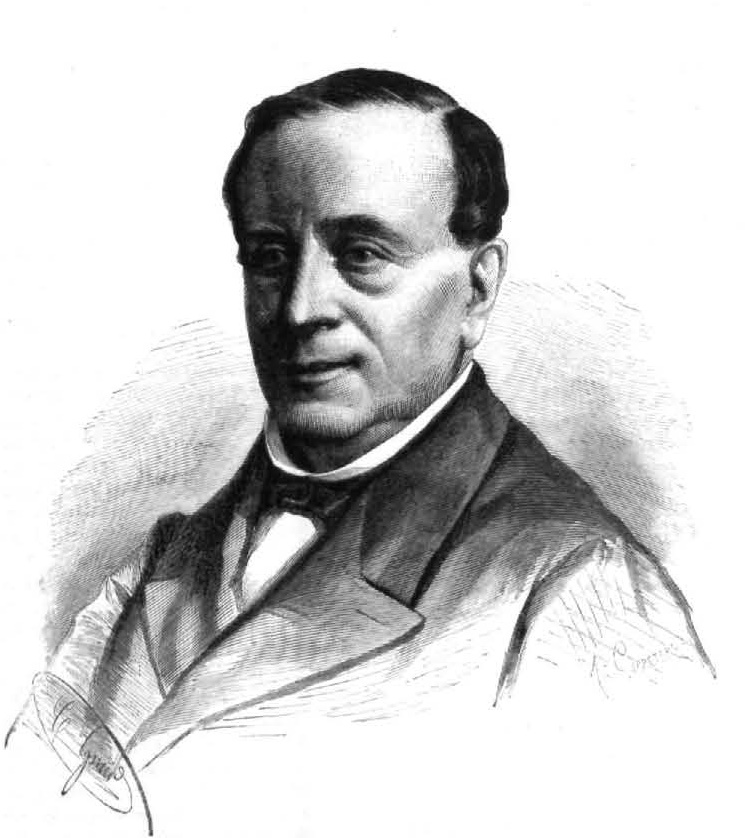
Fermín de la Puente y Apezechea, grabado de La Ilustración Española y Americana, año XIX, n.º XXXVI, 30 de septiembre de 1875.

Fermín de la Puente y Apezechea (Ciudad de México, 9 de noviembre de 1812-Omoño, Cantabria, 20 de agosto de 1875) fue un poeta, escritor, traductor y académico mexicano.

## Semblanza biográfica
Su padre, Pedro de la Puente, nacido en Omoño, fue oidor de la Real Chancillería de Nueva España, cargo en el conoció y contrajo matrimonio con Feliciana Apezechea, originaria de Zacatecas. En 1816 se estableció con su familia en Lorca, donde su padre había sido nombrado corregidor, y en 1819 en Madrid, donde falleció su padre un año más tarde, siendo secretario de la Presidencia de Castilla. Su abuelo y José Musso Pérez-Valiente, amigo de la familia, se encargaron de su educación. Estudió humanidades en Madrid, en las Escuelas Pías de San Antón. Después de 1830 residió en Jerez de la Frontera y Sevilla, en sus casas familiares, y en Sevilla estudió derecho. En 1837 completó sus estudios y contrajo matrimonio con Ana Musso, de la que enviudó a los pocos meses.
Discípulo de Alberto Lista, en 1835, publicó el poema "La corona de Flora" en la revista El Artista, en la que editaban Eugenio de Ochoa y el pintor Federico de Madrazo. En 1845, publicó Dido, obra que era una traducción del libro IV de la Eneida de Virgilio; posteriormente tradujo ocho libros más. En 1847 se trasladó a Madrid, donde trabajó en el Ministerio de Fomento y como fiscal de Hacienda. Como periodista dirigió durante algunos años, desde 1848, el Boletín Oficial del Ministerio de Comercio y Obras Públicas; además de La Concordia, revista moral política y literaria (1863-1864); y La Patria, fundada por él mismo (1865-1866). Coincidiendo con estas tareas, fue elegido diputado en las Cortes Nacionales Españolas por el Partido (Liberal) Moderado entre 1863 y 1864.
Fue elegido miembro de número de la Real Academia Española, ocupando el sillón H de 1850 a 1875. Fue nombrado secretario de la comisión para realizar las gestiones necesarias y crear las academias correspondientes de Chile, Guatemala, México, Perú y Venezuela. De esta manera, a mediados de 1874, escribió a José María de Bassoco para incentivar las gestiones necesarias en México. El 13 de abril del año siguiente se celebró la primera junta preliminar de la Academia Mexicana, la cual llegaría a constituirse el 11 de septiembre de 1875. Sin embargo, Fermín de la Puente murió un poco antes, el 20 de agosto de 1875,  en la localidad española de Omoño.

## Obras publicadas
- A la grata memoria del señor D. José Musso y Valiente, para gloria y ejemplo de los suyos, recuerdo de sus amigos, y gratitud a la patria consagra esta noticia de su vida, su hijo, discípulo y mejor amigo, Fermín de la Puente y Apezechea, 1838.
- Dido: libro IV de la Eneida de Virgilio, 1845.
- Los libros sapienciales, traducción del Eclesiastés, Proverbios y algunos Salmos, obra póstuma, 1878.